# Eburna balteata
Eburna balteata is een slakkensoort uit de familie van de Olividae. De wetenschappelijke naam van de soort is voor het eerst geldig gepubliceerd in 1823 door G.B. Sowerby I.